# Jiří Perk
Jiří Perk (* 13. listopadu 1949) je bývalý český hokejový útočník. Od roku 2017 je místopředsedou dozorčí rady a.s. Synthesia.

## Hokejová kariéra
V československé lize hrál za CHZ Litvínov. Odehrál 2 ligové sezóny, nastoupil v 8 ligových utkáních a měl 4 asistence. S reprezentací Československa získal bronzovou medaili za 3. místo na Mistrovství Evropy juniorů v ledním hokeji 1969. V nižší soutěži hrál za TJ Slovan Frýdlant.

## Klubové statistiky
| Sezona    | Klub               | Soutěž  | Základní část | Základní část | Základní část | Základní část | Základní část |
| Sezona    | Klub               | Soutěž  | Z             | G             | A             | B             | TM            |
| --------- | ------------------ | ------- | ------------- | ------------- | ------------- | ------------- | ------------- |
| 1967/1968 | CHZ Litvínov       | 1. liga | 4             | 0             | 2             | 2             | -             |
| 1968/1969 | CHZ Litvínov       | 1. liga | 4             | 0             | 2             | 2             | -             |
| 1977/1978 | TJ Slovan Frýdlant | 3. liga | -             | -             | -             | -             | -             |